# Teresina Negri
Teresina Negri (detta Grisina, nome d'arte di Teresa Maria Margherita Negri; Torino, 28 maggio 1879 – Principato di Monaco, 18 gennaio 1974) è stata una ballerina, imprenditrice e stilista italiana naturalizzata francese.

## Biografia
Teresa Negri nacque da Costanzo (1839–1918), intagliatore italo-francese e Angela Giacri (1844–1898), cuoca originaria di San Damiano d'Asti.
Teresa e la sorella Margherita (1880–1936) studiarono come sarte e, di nascosto dai genitori, frequentarono corsi di danza classica. Teresa, particolarmente portata per quest'arte, quando fu scoperta dai genitori, a soli 16 anni, scappò di casa alla volta di Roma.

## Carriera nella danza
Qui, Teresina intraprese la propria carriera di ballerina e nel 1897 (come confermato da approfondite ricerche dello storico Giovanni Lista) apparve in un filmato dei Fratelli Lumière dal nome "La Danza Serpentina del Trewer Theater di Londra", un particolare tipo di ballo ideato da Loïe Fuller che consisteva nel far fluttuare ampi tessuti colorati creando giochi di luci e colori. Dai teatri di Roma, si spostò a quelli di Napoli e successivamente fu ingaggiata al Grand Théâtre de Monte Carlo, dove si esibì al fianco di artisti quali Teresa Magliano, Sonia Pavloff, Ivan Clustine.
Nel 1911, a Parigi prese parte ad alcune conferenze sulla declamazione tenute dal noto cantante Dranem, esibendosi nello stile di Isadora Duncan, per poi danzare nel ruolo di Tersicore ne Les Fêtes d'Hébé di Jean-Philippe Rameau al teatro Hébertot.
Tra il 1912 e il 1915, rivestì il ruolo di étoile presso il théâtre national de l'Opéra-Comique.
Nel 1912, fu protagonista di due produzioni storiche dell'Opéra-Comique: il 20 aprile, nella ripresa del balletto Les Petits Riens di Wolfgang Amadeus Mozart (che non veniva portato in scena dal 1778) e, in ottobre, nella prima assoluta dello spettacolo La danseuse de Pompei di Jean Nougués, dove interpretò il ruolo di Amore, al fianco di Yetta Rianza e Cléo de Mérode.
Nel 1913, si esibí in varie conferenze sulla pantomima e la danza tenute dal mimo Paul Franck, al fianco di artisti come Cléo de Mérode, Mata Hari e del celebre mimo Georges Wague e, sotto l'ala della  coreografa Mariquita, fu nuovamente protagonista nella seconda ripresa di Les Petits Riens di Mozart, nelle Danses Slaves dall'Opera Kassya di Léo Delibes e nel Ballet du Roy dall'Opera Manon di Jules Massenet.
Nel settembre del 1913, disertò il teatro de l'Opéra-Comique per rivestire il ruolo di protagonista nel nuovo successo del Théâtre Marigny: Le Triomphe de Bacchus.
In seguito, partecipò ad una serie di conferenze sul Tango tenute dal conferenziere André de Fouquières e corsi di eleganza ancora con Dranem.
Nel febbraio del 1914, insieme all'étoile Dithy Darling presentò al teatro Édouard VII per la prima volta a Parigi la danza Furlana, di gran moda a quell'epoca.
Il sodalizio con la Darling fu fruttuoso al punto che l'allora direttrice del Bataclan, Madame Rasimi, le scelse per una serie di spettacoli a Londra. Qui, nel novembre del 1914, le due ballerine furono ingaggiate dalla compagnia di Fred Karno e si esibirono fino al 1915.
Rientrata a Parigi, nell'aprile del 1915, Teresina Negri rivestì i panni della Francia in uno spettacolo sulla prima guerra mondiale dal titolo Europe, in scena all'Alhambra.

## Carriera nell'imprenditoria della moda
Nel 1920, creò con la sorella un fiorente laboratorio di moda, GRISINA, sotto lo pseudonimo di Madame Grisina, con sede a Parigi e a Cannes, sulla Promenade de la Croisette.
In quegli anni, l'atelier, che produceva lingerie e costumi da bagno di lusso, riscosse molto successo nell'ambiente della moda parigina.
L'attività, più volte premiata per i design innovativi e rivoluzionari brevettati in Francia, Canada e America, cessò nel 1962.
Dopo aver trascorso gli ultimi anni divisa tra Parigi,  il suo appartamento di Ginevra e il suo castello a Saint-Tropez, negli anni '40, Teresina si trasferì definitivamente nella sua villa Unda Maris sulla Rocca del Principato di Monaco, dove morì il 18 gennaio 1974, all'età di 94 anni.
È sepolta in Francia, nel cimitero di Cap-d'Ail.

## Vita privata

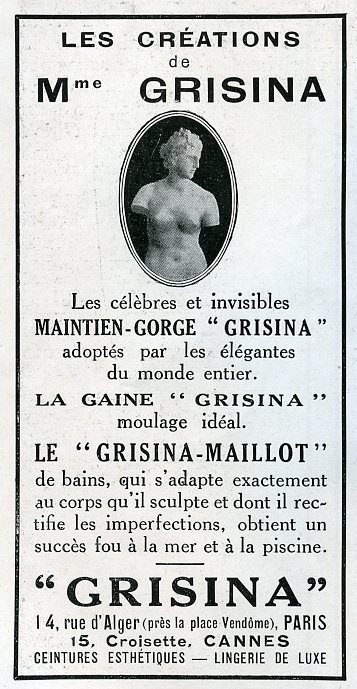
Una pubblicità della GRISINA di Teresina Negri (1934)

Nel 1939, in previsione dell'avvento della Seconda Guerra Mondiale, sposò a Monte Carlo il baritono e bibliofilo francese Henri Espirac (1890-1950), di 11 anni più giovane e ottenne così la cittadinanza francese, assicurandosi la possibilità di rimanere in Francia.
Durante la guerra, ogni suo possesso in Italia (compresa una neonata succursale della GRISINA, a Milano) le fu così sequestrato, in quanto ritenuta cittadina di nazionalità nemica.